# 9e régiment de spahis algériens
Pour les articles homonymes, voir 9e régiment.
Le 9e régiment de spahis algériens (9e RSA) est une unité de cavalerie (spahi) de l'armée d'Afrique, créé en 1921 et dissout en 1962.

## Création et différentes dénominations
- 1921 : création du 9e régiment de spahis algériens
- 1946 : Dissous
- 1946 : 9e escadron de spahis algérien
- 16 janvier 1956 : devient 9e groupe d'escadrons de spahis algérien
- 1958 : Renommé 9e groupe d'escadrons de spahis
- 1er août 1959 : renommé 9e régiment de spahis
- septembre 1962 : Dissous

## Chefs de corps
- 1938 - 1940 : colonel Peillon[1]
- 1940 : chef d'escadrons de la Roche[2]
- 1954 : capitaine Moser[3]
- 1956 : chef d'escadron Vidalat[3]
- 1956 : chef d'escadron de Saint André[3]
- 1958 : chef d'escadron Pinchon[3]
- 1959 : lieutenant-colonel Libersat[3]
- 1961 : lieutenant-colonel de Saint Péreuse[3]

## Historique des garnisons, combats et batailles du6erégiment de spahis

### Garnisons
- Maroc : Rabat[réf. souhaitée]
- France : Vienne
- Algérie : Batna, Bône[réf. souhaitée], Blandan, Khenchela, Oued Zenati, Sétif[réf. souhaitée], Tébessa[réf. souhaitée], Tiaret, Corneille, Lafontaine

### Entre-deux-guerres
Ce régiment est créé en 1921 à partir de deux escadrons du 3e RSA et de deux escadrons du 4e RST. Il est à Vienne en janvier 1925. 
Engagé dans la campagne du Maroc, il participe à la guerre du Rif de 1925 à 1927.

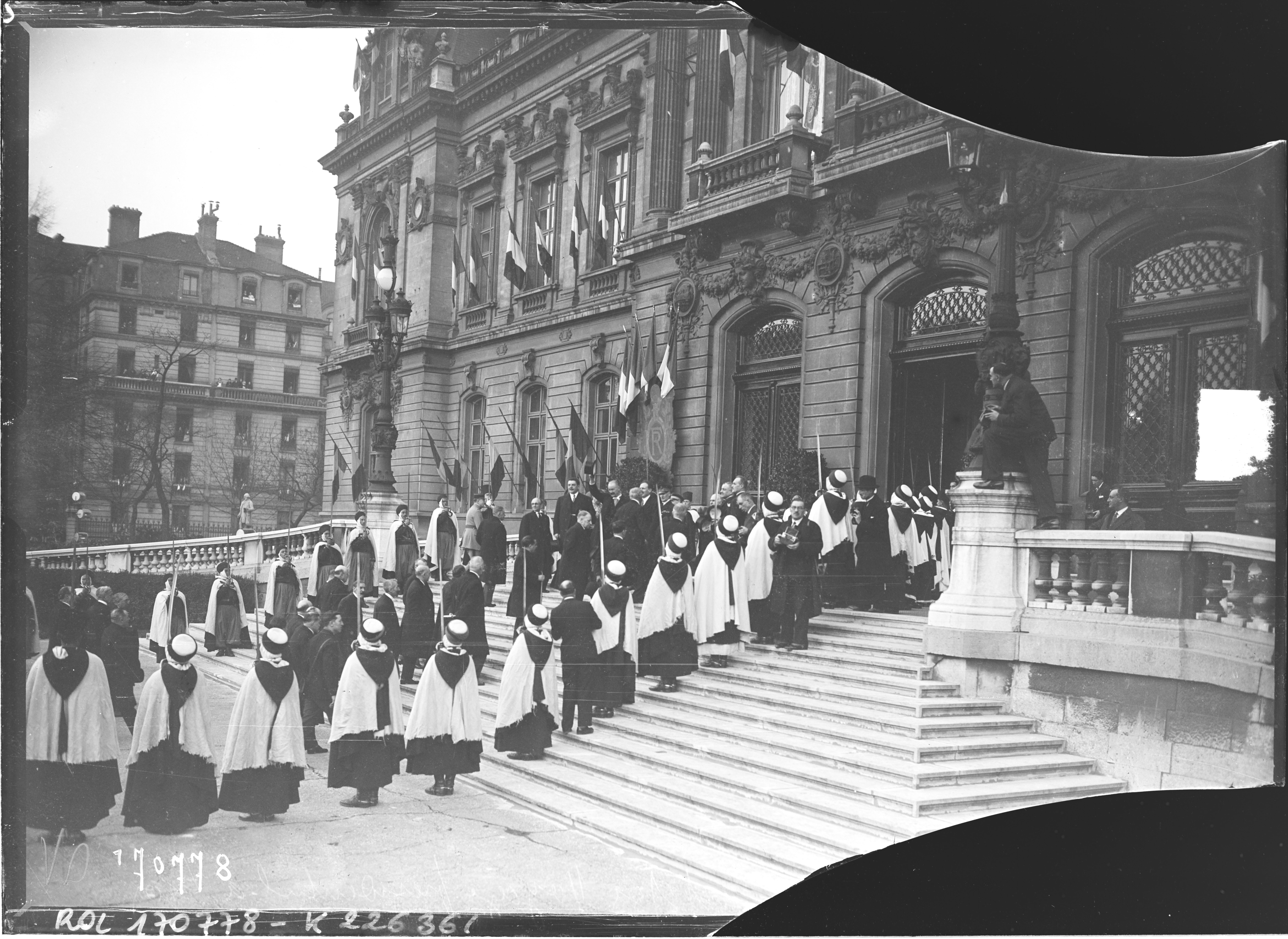
Un escadron du 9e spahis salue le président Albert Lebrun et le maire Édouard Herriot, à Lyon le 12/3/1933.

Revenu à Vienne en 1927, il forme avec le 7e régiment de spahis algériens la 2e brigade de spahis.
Le 9e régiment de spahis est en garnison à Montauban en janvier 1939, quand il est requis pour appliquer le plan de barrage dans les Pyrénées-Orientales. Ce plan vise à empêcher les militaires de l’armée populaire de la République espagnole, vaincue par les rebelles franquistes, en pleine Retirada, de passer en France. L’interdiction d’entrer est levée du 5 au 9 février.

### Seconde Guerre mondiale

#### 1939
En 1939, les deux régiments de la brigades sont envoyés sur la frontière suisse en cas de violation de la neutralité suisse par les Allemands. 

#### 1940
Son escadron de mitrailleuses et d'engins ayant été cédé à un autre groupement, le 9e RSA doit subir le choc de l'armée allemande sans armement anti-char[réf. souhaitée]. Pour couvrir la retraite du 45e corps d'armée vers le Jura, une partie du régiment s'installe le 16 juin 1940 au Trou au Loup (tunnel de Morre à Besançon) qu'il défend le lendemain au côté du 52e groupe de reconnaissance de division d'infanterie. Le reste du régiment défend Vercel du 18 au 20, seuls deux pelotons échappant à la capture.

#### 1942
Reconstitué après le débarquement allié en Afrique du nord, il ne participe pas aux combats de la Libération. 

### De 1945 à nos jours
Dissous en 1946, il ne garde, par tradition, que le 9e escadron de spahis algérien (9e ESA) à Batna, rattaché au 9e régiment de chasseurs d'Afrique,.
En 1954, le 9e ESA est à la frontière tunisienne avec l'Algérie en ne laissant qu'un peloton réduit à Khenchela. En décembre 1954, après le début de la Guerre d'Algérie, l'escadron, à l'exception de son peloton détaché (qui formera le 11e escadron de spahis algériens), rejoint la région minière de Boukhadra. 
Il est engagé dans les opérations contre les indépendantistes de l'ALN et le 31 août 1955, un des pelotons est capable grâce à ses chevaux de rattraper et neutraliser un groupe de combattants algériens. 
Les 9e et 11e ESA constituent le 16 janvier 1956 le 9e groupe d'escadrons de spahis algérien (9e GESA) à Corneille près de Batna. Plusieurs spahis désertent et rejoignent le FLN. Le groupe d'escadrons part dans la zone de Blandan en juillet 1956. Toujours à cheval malgré le terrain difficile de la région (marais et dunes côtières), il reçoit un peloton d'automitrailleuses M8. 

Renommé 9e groupe d'escadrons de spahis, il rejoint Oued Zenati en décembre 1958. 
Le 1er août 1959, il devient le 9e régiment de spahis avec le renfort du 24e régiment de dragons dissout. 
Constitué de deux escadrons montés, d'un escadron à pied et d'un escadron de commandement et de soutien, il reçoit un escadron à pied supplémentaire en janvier 1960. En mai 1960, le 9e RS est rattaché à la 4e division d'infanterie en rejoignant les hauts plateaux du sud Oranais, à Lafontaine avec des détachements à Aflou et Frenda. 
Le régiment est motorisé à partir de février 1962, conservant un peloton monté par escadron.
Le régiment est dissous définitivement en septembre 1962.

## Traditions

Patte d'épaule d'adjudant du 9e ESA.

### Insigne
L'insigne de 1956, utilisé par le 9e GESA puis le 9e RS, est constitué d'un croisant de lune, avec une queue de cheval et un fanion au chiffre 9, rouge, or et noir.

### Inscriptions à l'étendard
Il porte, cousues en lettres d'or dans ses plis, les inscriptions suivantes :
- Maroc 1925-1926
- AFN 1952-1962

### Décorations
- Croix de guerre des Théâtres d'opérations extérieurs[réf. nécessaire]
- Croix de guerre 1939-1945[réf. nécessaire]

## Personnalités ayant servi au régiment
- Mohamed Agha-mir, député de l'Algérie française. Adjudant au 9e RSA en 1928-1930 puis lieutenant en 1934-1935[8]
- Amar Ben Messaoud, résistant FFI , au 9e RSA entre 1927 et 1940[4]
- général Bertrand Dupont de Dinechin, de 1955 à 1957 chef de peloton puis chef du 1er escadron du 9e GESA[9]